# Unternehmerrisiko
Das Unternehmerrisiko ist in der Betriebswirtschaftslehre und im Risikomanagement die Gewinnchance oder Verlustgefahr, die sich aus der unternehmerischen Tätigkeit ergibt. Die Verlustgefahr kann in einem Verlust des eingesetzten Eigenkapitals bestehen, aber auch bereits dann, wenn der Erfolg des Einsatzes der unternehmerischen Arbeitskraft unsicher ist.

## Allgemeines
Unternehmerische Risiken und die Möglichkeiten einer Risikobewältigung sind ein zentrales Thema der Betriebswirtschaftslehre, da sie untrennbar mit dem unternehmerischen Handeln verbunden sind. Deshalb hat sich die Betriebswirtschaftslehre mit dem Begriff des Unternehmerrisikos eingehend auseinandergesetzt. Aber auch andere Disziplinen verwenden das Unternehmerrisiko für ihre individuellen Ziele und benötigen dafür auch eigene Begriffsinhalte.

## Begriffsinhalt
Unternehmerrisiko ist zunächst ein Begriff aus der Betriebswirtschaftslehre. Diese unterscheidet zwischen dem allgemeinen und besonderen Unternehmerrisiko. Das allgemeine Unternehmerrisiko hat keinen Bezug zum betrieblichen Leistungserstellungsprozess und trifft die Unternehmung als Ganzes (Konjunkturrückgänge, Preisschwankungen, Inflation, Nachfrageverhalten). Das allgemeine Unternehmerrisiko äußert sich in der Gefahr, dass die tatsächliche künftige Gesamtentwicklung der Unternehmung ungünstig von den geplanten Daten abweicht. Da sich das allgemeine Unternehmerrisiko auf die Unternehmung als Ganzes bezieht, lässt es sich kostenmäßig nicht erfassen, es ist vielmehr durch den Gewinn abzugelten. Der Unternehmergewinn ist nach Erich Gutenberg ein „typisches Wagniseinkommen“. Für die Unsicherheit der Unternehmung, die der Unternehmer auf sich nimmt, gibt es mithin kein besonderes Entgelt. Das unterscheidet ihn vom Investor (am Kapitalmarkt), der für die Unsicherheit einer Investition eine Risikoprämie verlangt. Spezielle Unternehmerrisiken resultieren aus der Produktionstätigkeit des Unternehmens. Einen Überblick hierüber vermittelt der Artikel über den Risikobericht.
Daneben ist das Unternehmerrisiko auch im deutschen Sozialversicherungsrecht für Fragen der Sozialversicherungspflicht oder -Freiheit von Bedeutung, also der Abgrenzung zwischen einer selbstständigen Tätigkeit und einer abhängigen Beschäftigung, für deren Beurteilung das Unternehmerrisiko ein wichtiger Faktor ist. Das Unternehmerrisiko ist hiernach neben der freien Verfügbarkeit über die eigene Arbeitskraft und die fehlende Weisungsgebundenheit ein wichtiges Kriterium für die Selbständigkeit.
Ferner ist das Unternehmerrisiko ein Begriff aus dem deutschen Steuerrecht als ein Aspekt der beruflichen Selbständigkeit und der Gewinneinkünfte, insbesondere der Einkünfte aus Gewerbebetrieb. Der Rechtsbegriff ist nicht im Gesetz definiert und wurde von der Rechtsprechung (Finanzgerichtsbarkeit) entwickelt. Unternehmerrisiko bedeutet, dass der Unternehmer auf eigene Rechnung handelt und am Erfolg oder Misserfolg des Gewerbebetriebs teilhat.
Ein Unternehmer trägt das Risiko, dass das eingesetzte Kapital verloren geht und der Erfolg des Kapitaleinsatzes ungewiss ist. Das Unternehmerrisiko kann aber auch schon im ungewissen Erfolg des Einsatzes der eigenen Arbeitskraft liegen. Nach der Rechtsprechung des Bundessozialgerichts (BSG) besteht ein Unternehmerrisiko, wenn der Erfolg eines eigenen wirtschaftlichen Einsatzes ungewiss ist. Es bedeutet regelmäßig den Einsatz eigenen Kapitals, der auch mit der Gefahr eines Verlustes verbunden sein kann.
Das Bestehen eines Unternehmerrisikos ist jedoch nicht schlechthin entscheidend. Die Belastung mit Risiken kann vielmehr nur dann für Selbständigkeit sprechen, wenn dem Unternehmerrisiko eine größere Freiheit bei der Gestaltung und der Bestimmung des Umfangs des Einsatzes der eigenen Arbeitskraft gegenübersteht.